# 889 Erynia
889 Erynia, asteroid glavnog pojasa. Otkrio ga je Max Wolf, 5. ožujka 1918.

## Vanjske poveznice
- Minor Planet Center